# Partisanenlazarett Trška Gora

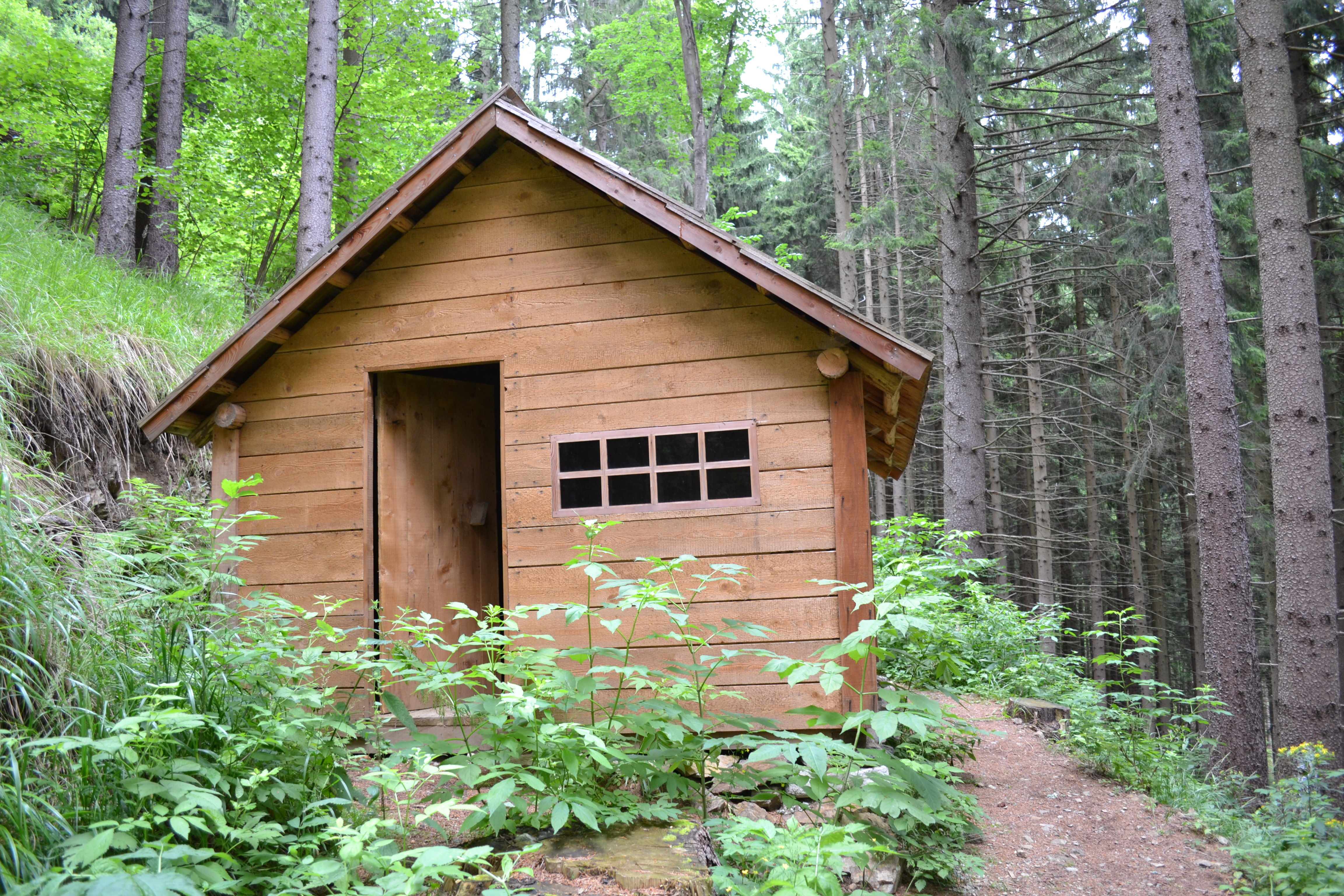
Partisanenlazarett Trška Gora

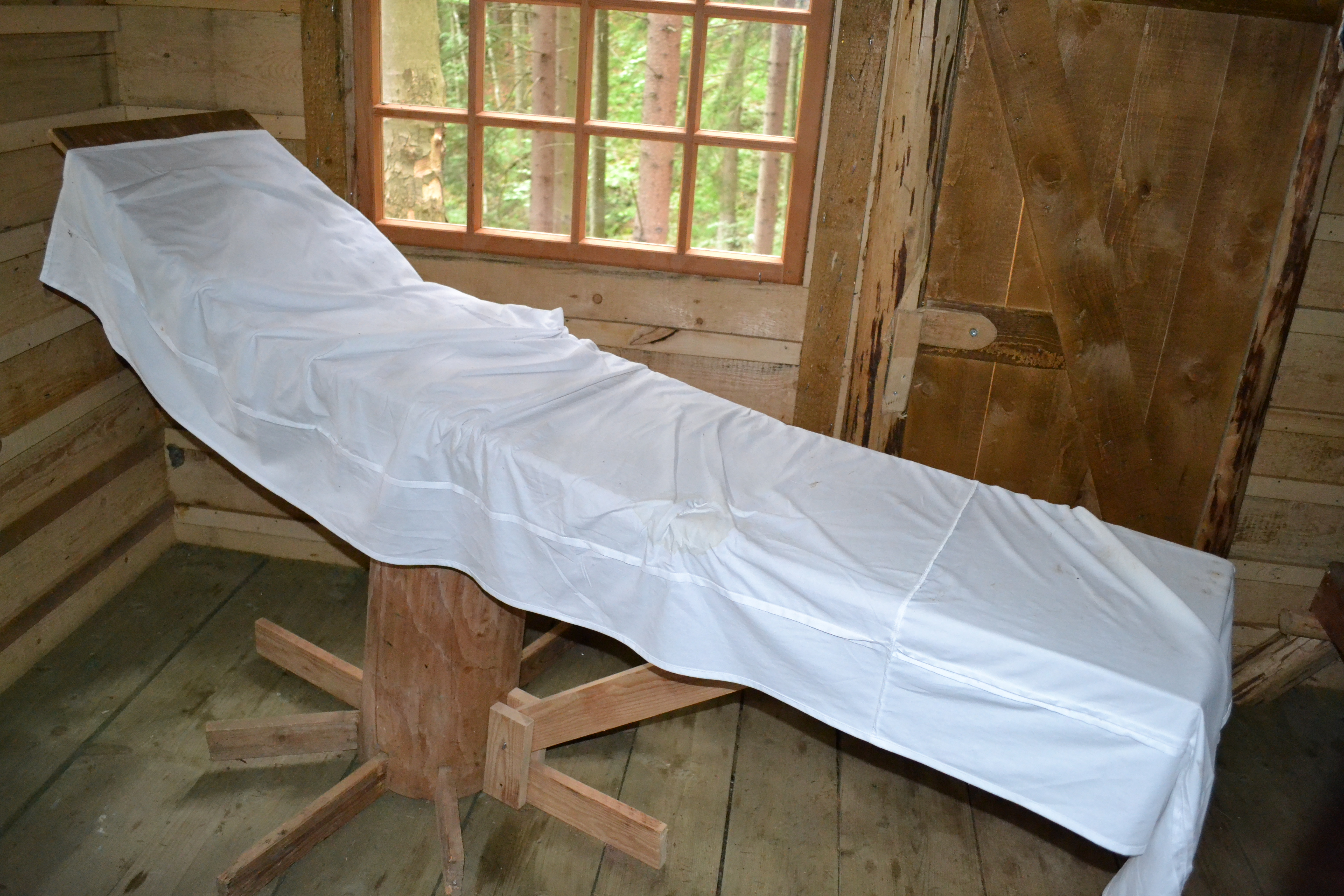
Partisanenlazarett Trška Gora, Operationstisch

Das Partisanenlazarett Trška Gora war während des Zweiten Weltkriegs ein geheimes Partisanenkrankenhaus im Westteil des Pohorje-Gebirges. Die als Museum erhaltene Anlage liegt im Waldgebiet oberhalb der Ortschaft Legen auf dem Gebiet der heutigen Gemeinde Slovenj Gradec in Slowenien. Es diente von 1944 bis zum Kriegsende 1945 der Versorgung von verwundeten jugoslawischen Partisanen.

## Geschichte
Das Lazarett wurde zwischen August und November 1944 erbaut. Es existierte bis zum Ende des Zweiten Weltkriegs und wurde von den deutschen Besatzungstruppen nie entdeckt.
Seit April 1996 ist die Anlage im slowenischen Kulturerberegister als Denkmal von Nationaler Bedeutung eingetragen.

### Paučeks Partisanenkrankenhäuser
Das Lazarett Trška Gora gehört zu den unter der Bezeichnung „Paučeks Partisanenkrankenhäuser“ (slowenisch: Paučkove partizanske bolnišnice) bekannt gewordenen, sechs versteckten Lazaretten, die unter der Leitung des Partisanenarztes Ivan Kopač (Deckname: Pauček) von April 1944 bis Kriegsende mit Hilfe lokaler Aktivisten in der westlichen Pohorje-Region errichtet wurden. In diesen Krankenhäusern wurden etwa 300 verwundete Partisanen und Angehörige alliierter Streitkräfte behandelt. Trotz deutscher Stützpunkte im Tal und zahlreicher Felddurchsuchungen gelang es den Besatzungstruppen nie, die Krankenhäuser zu finden.

## Beschreibung
Die Anlage liegt in 960 m Höhe und ist eines der wenigen Partisanenlazarette in Slowenien, die in ihrer ursprünglichen Form erhalten geblieben sind. Sie besteht aus drei Holzbaracken. In der Nähe befinden sich die Gräber von zwei Patienten. Die Gebäude wurden 2010 renoviert und werden jetzt als Abteilung des Regionalmuseums von Slowenisch-Kärnten (Koroški pokrajinski muzej) mit Ausrüstung und Inventar präsentiert.